# Pădureanca (film)
Pădureanca este un film dramatic românesc din 1987 regizat de Nicolae Mărgineanu. Scenariul este scris de Augustin Buzura și Nicolae Mărgineanu după o nuvelă omonimă de Ioan Slavici. Rolurile principale au fost interpretate de actorii Victor Rebengiuc, Adrian Pintea, Șerban Ionescu și Manuela Hărăbor.

## Distribuție
- Victor Rebengiuc — Busuioc, țăran înstărit din Curtici[2]
- Adrian Pintea — Iorgovan, fiul lui Busuioc
- Șerban Ionescu — Șofron, argatul lui Busuioc
- Manuela Hărăbor — „pădureanca” Simina Neacșu, fiica lui Neacșu
- Melania Ursu — Vica, soția lui Busuioc și mama lui Iorgovan
- Dorel Vișan — preotul Furtună din Socodor, cumnatul lui Busuioc
- Nicolae Toma — Neacșu, pădurean din Zimbru, tatăl Siminei
- Mihai Constantin — Pupăză, copilul din flori al lui Busuioc
- Larisa Stase Mureșan — preoteasa din Socodor
- Florin Anton — Marcu, prietenul lui Iorgovan
- Ioan Haiduc — toboșarul
- Victoria Codricel
- Eugen Harizomenov — mașinistul Ispir
- Jivan Laurian
- Claudiu Stănescu — Bărgăuț, prietenul lui Iorgovan
- Mișu Drăgoi
- Dan Bădărău — Flaviu, prietenul lui Iorgovan
- Peter Schuch
- József Bíró — argat
- Cristian Cornea
- Dan Nanoveanu
- Sandu Simionică
- Gheorghe Pătru
- Ana Ciontea — Marta, prietena lui Iorgovan
- Iulia Boroș — fata cu pisica, prietena lui Iorgovan
- Cristian Șofron — prieten al lui Iorgovan

## Primire
Filmul a fost vizionat de 1.619.765 de spectatori în cinematografele din România, după cum atestă o situație a numărului de spectatori înregistrat de filmele românești de la data premierei și până la data de 31 decembrie 2014 alcătuită de Centrul Național al Cinematografiei.
- 1987 - ACIN - Premiile pentru regie și interpretare masculină (Victor Rebengiuc). Premiul special al juriului (Adrian Pintea)[1]
- 1987 - Costinești - Premiile pentru regie, imagine, muzică, interpretare masculină (Șerban Ionescu și Adrian Pintea)[1]